# Portugiesisch-tunesische Beziehungen
Die portugiesisch-tunesischen Beziehungen umfassen das zwischenstaatliche Verhältnis zwischen Portugal und Tunesien. Die Länder unterhalten seit der tunesischen Unabhängigkeit 1956 direkte diplomatische Beziehungen, die auf ihren ersten bilateralen Friedensvertrag von 1799 zurückgehen.
Ihre Beziehungen gelten traditionell als gut und unbelastet. Neben historischen Bezugspunkten und ihren Wirtschaftsbeziehungen bestehen Verbindungselemente heute auch im Rahmen von EU-Initiativen wie der Europäischen Nachbarschaftspolitik mit der euro-mediterranen Partnerschaft oder der Union für den Mittelmeerraum, auch der 5+5-Dialog ist zu nennen.
Der Austausch in Kultur und Sport und etwas gegenseitige Migration sind weitere Elemente ihrer Beziehungen, dazu sind Kommunen beider Länder Städtefreundschaften miteinander eingegangen, und Tunesien ist als Urlaubsziel bei portugiesischen Touristen bekannt. Es bestehen direkte Flugverbindungen, und im portugiesischen Parlament besteht eine portugiesisch-tunesische Parlamentariergruppe.
Im Jahr 2021 waren 550 tunesische Staatsbürger in Portugal gemeldet, davon mit 192 die meisten in der Region der Hauptstadt Lissabon. 2022 waren 262 Portugiesen und mit Portugal verbundene Personen konsularisch in Tunesien registriert.

## Geschichte

### Von der Antike bis 1956

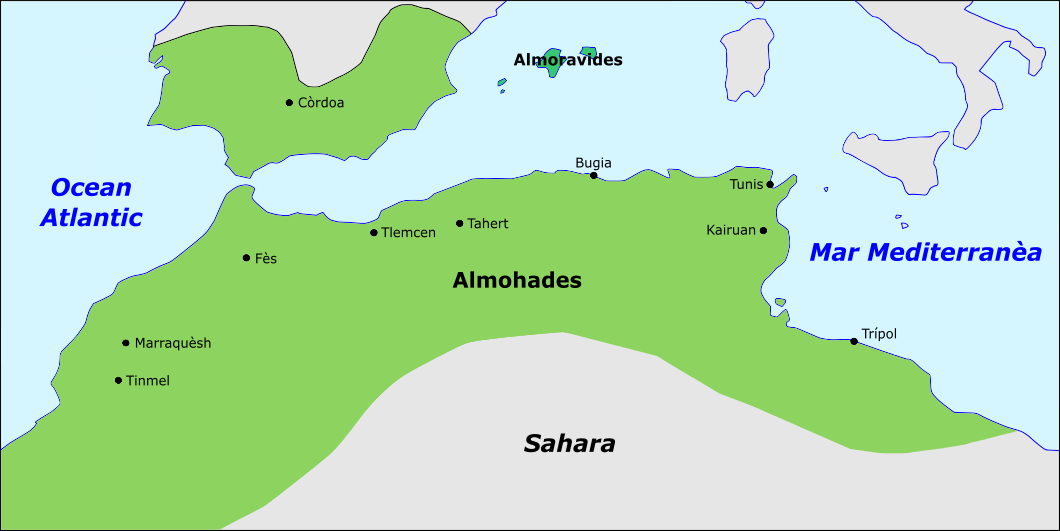
Das arabische Almohadenreich, Ende des 12. Jh.: Portugal und Tunesien gehörten historisch mehrmals gemeinsamen Herrschaftsbereichen an

Die heutigen Gebiete von Portugal und Tunesien gehörten zu den Handelsrouten der Phönizier, die in Tunesien mit Karthago ein eigenes Reich begründeten und in Portugal zwischen dem 10. bis ins 4. Jahrhundert v. Chr. auch eigene Stützpunkte unterhielten. Später gehörten beide Gebiete als Africa (Tunesien) bzw. als Provinz Lusitania und Provinz Hispania ulterior (Portugal) zum Römischen Reich. Anfang des 5. Jh. drangen die Vandalen in Portugal ein und herrschten dort einige Zeit. Sie zogen danach weiter nach Nordafrika, bis sie ab 439 Karthago einnahmen.
Ab 661 eroberten Araber das heutige Tunesien und 711 das heutige Portugal. Beide Gebiete gehörten danach zum Arabischen Reich, bis zu den Almohaden. Dann wurde Portugal im Verlauf seiner Reconquista 1139 ein unabhängiges Königreich, während Tunesien von Berberdynastien, ab 1534 dann von den Osmanen beherrscht blieb. Immer wieder waren beide Gebiete aber durch Handelsrouten verbunden, gleichwohl Portugal ab dem 15. Jahrhundert sich abseits des Mittelmeerraums orientierte und auf den Aufbau des portugiesischen Kolonialreichs als erstem globusumspannenden Weltreich verlegte.
Anfang des 17. Jahrhunderts erlangten die Beys von Tunis weitreichende Autonomie innerhalb des Osmanischen Reiches. Insbesondere seit dem Aufstieg der Husainiden wurde das Gebiet weitgehend selbstständig und geriet nun zunehmend auch in militärische Konflikte mit Piraten und Handelsmächten, insbesondere mit Venedig, aber auch mit Portugal. Am 29. Juni 1799 schlossen das Königreich Portugal und Tunesien unter dem Bey Hammuda al-Husain ein Abkommen für einen mehrmonatigen Waffenstillstand, das danach jährlich erneuert wurde, letztmalig 1822.
Ab 1830 begann die französische Kolonisierung Tunesiens, bis es ab 1883 ganz französische Kolonie wurde.

### Ab 1956

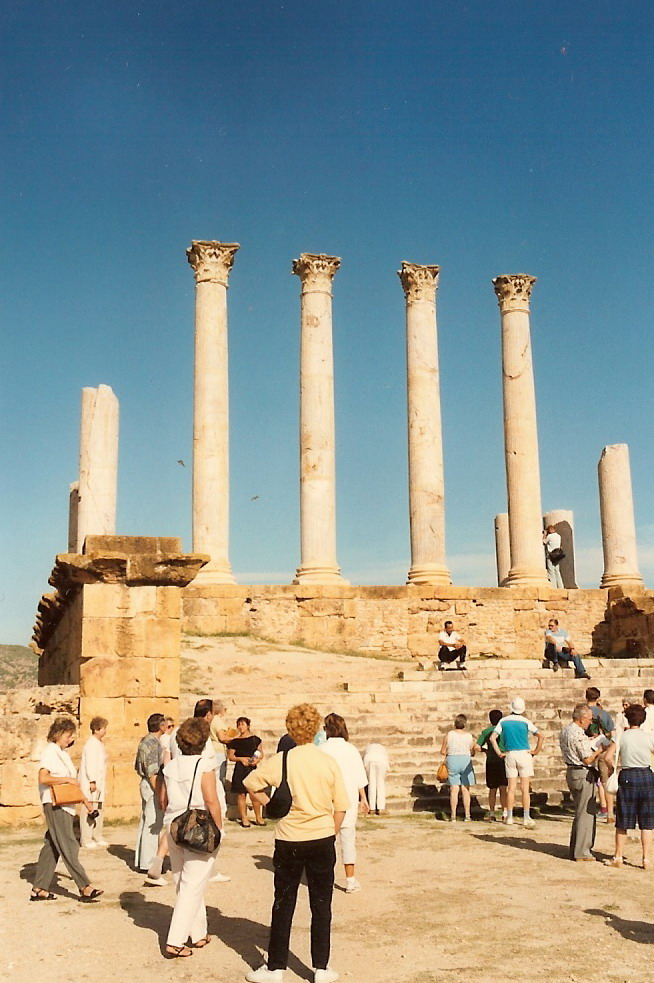
Touristen an der archäologischen Fundstätte Thuburbo Majus: Tunesien ist alljährlich Ziel tausender portugiesischer Urlauber. Im Jahr vor der Corona-Pandemie waren es 26.303 (2019), im Jahr 2022 waren es wieder 24.817.

Am 20. März 1956 wurde Tunesien unabhängig. Portugal erkannte die Unabhängigkeit Tunesiens am 15. Mai 1956 an und eröffnete am 15. Juni 1957 eine erste diplomatische Vertretung in Tunis.
Nach Ausbruch der Portugiesischen Kolonialkriege ab 1961 verschlechterten sich die Beziehungen zwischen dem repressiven antikommunistischen und kolonialen Estado-Novo-Regime Portugals und den meisten Staaten Afrikas. Am 2. August 1963 kam es zum Abbruch der diplomatischen Beziehungen zwischen Portugal und Tunesien, nachdem Tunesien 1963 ein sozialistisch orientierter Einparteienstaat geworden war und seine Wirtschaft verstaatlicht hatte. Ihre Beziehungen wurden erst am 17. August 1974, nach der portugiesischen Nelkenrevolution wieder aufgenommen.
Danach verbesserten sich ihre Beziehungen stetig. Bereits am 9. November 1974 unterzeichneten beide Staaten in Tunis ein Handelsabkommen und ein Abkommen zur gegenseitigen Visumfreiheit. Die Ernennung Bourguiba zum tunesischen Präsidenten auf Lebenszeit und die folgenden sozialen und innenpolitischen Krisen im Land verhinderten dann jedoch eine Vertiefung ihrer Beziehungen.
Am 17. Juni 2003 schlossen sie in Tunis dann ein Freundschafts-, Nachbarschafts- und Kooperationsabkommen. 2010 folgte dort eine Vereinbarung über wirtschaftliche Zusammenarbeit, und 2013 schlossen sie dort ein Abkommen im Verteidigungsbereich. 
Danach vereinbarten sie regelmäßige Treffen. Am 29. Mai 2015 fand in Lissabon die  3ª Cimeira Bilateral, der dritte bilaterale portugiesisch-tunesische Gipfel statt, unter dem Vorsitz der Regierungschefs beider Staaten, am 19. November 2017 folgte dort die vierte Auflage, erneut unter dem Vorsitz beider Regierungschefs. Auch die Einführung der Portugiesischen Sprache als Wahlfach im Lehrplan der weiterführenden Schulen in Tunesien 2016 unterstrich die sich stetig verbessernden Beziehungen. Seither haben sich die offiziellen Kontakte zwischen beiden Staaten auf verschiedenen politischen Ebenen weiter intensiviert, und insbesondere zwischen beiden Außenministerien besteht ein regelmäßiger Austausch. Beide Staaten betonen dabei immer wieder die Absicht, stärker zu kooperieren.

## Diplomatie

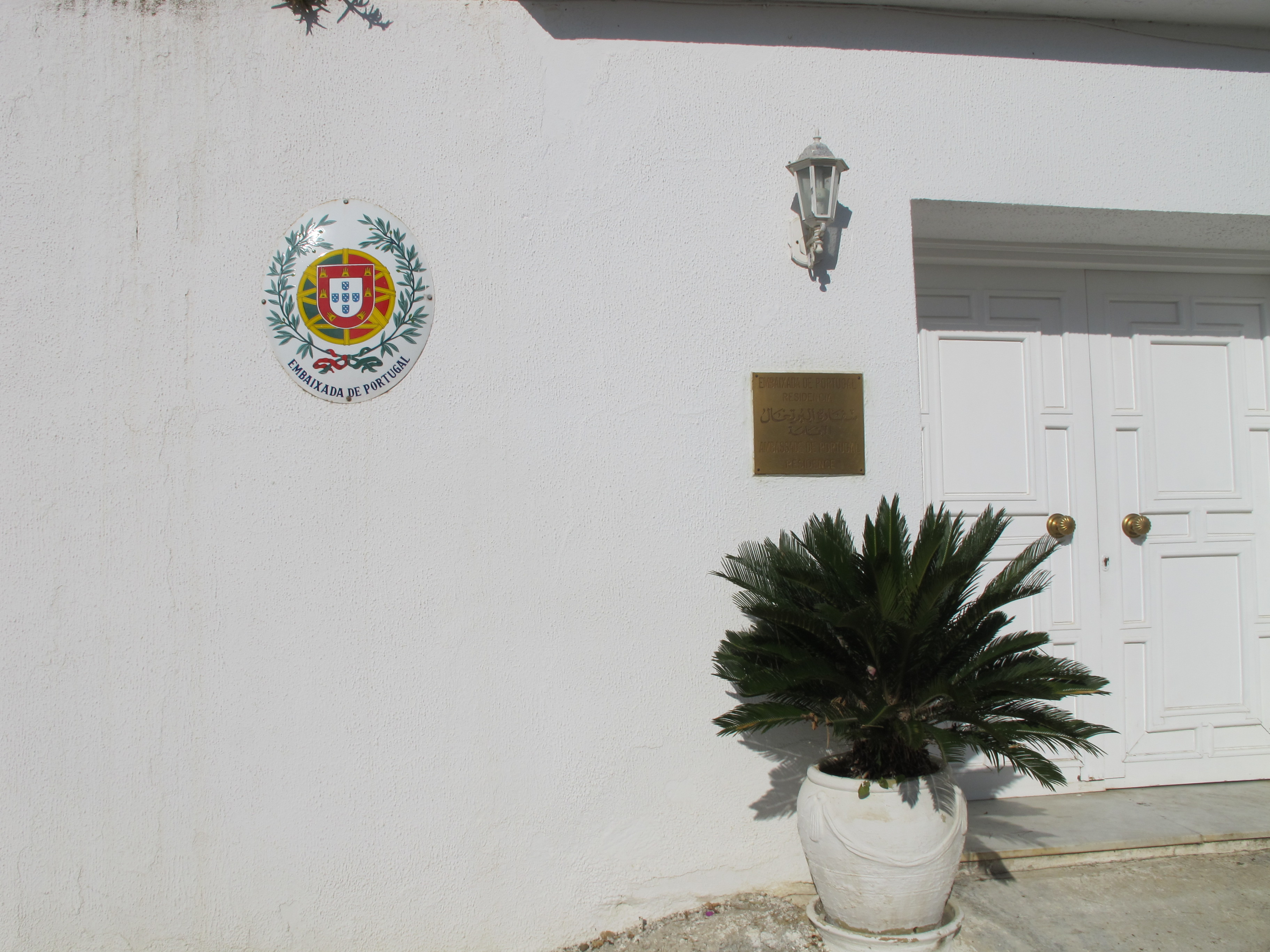
Die portugiesische Botschaft im historischen Karthago, einem Ortsteil der Hauptstadt Tunis.

Portugal hat eine eigene Botschaft in der tunesischen Hauptstadt Tunis, im historischen Vorort Karthago. Konsulate darüber hinaus hat Portugal in Tunis bislang nicht eröffnet (Stand September 2024).
Tunesien führt ebenfalls eine eigene Botschaft in der portugiesischen Hauptstadt Lissabon, dazu ist ein tunesisches Konsulat in der nordportugiesischen Stadt Porto eingerichtet.

## Städtefreundschaften
1993 gingen die Städte Beja (Portugal) und Beja (Tunesien) und die Hauptstädte Lissabon und Tunis die ersten portugiesisch-tunesischen Städtepartnerschaften ein, seither kamen drei weitere Kooperationen dazu (Stand 2011).

## Wirtschaft

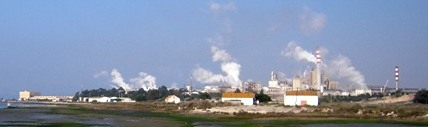
Papierfabrik der Soporcel in Setúbal, heute The Navigator Company. Papier und Zellulose sind nach Stoffen der Textilindustrie das wichtigste Exportgut Portugals nach Tunesien, von wo vor allem Maschinen und Geräte nach Portugal gehen.

Im Jahr 2023 belief sich das bilaterale Handelsvolumen auf 196,734 Mio. Euro, mit einem traditionellen Handelsbilanzüberschuss zu Gunsten Portugals in Höhe von diesmal 95,494 Mio. Euro (2022: 96,725 Mio., 2021: 102,091 Mio., 2020: 51,594 Mio., 2018: 183,935 Mio., 2016: 99,738 Mio., 2014: 115,458 Mio., 2010: 31,858 Mio., 2005: 28,277 Mio., alle zu Gunsten Portugals, 2000: 7,263 Mio. zu Gunsten Tunesiens).
Portugal exportierte dabei Waren im Wert von 146,114 Mio. Euro (2022: 146,535 Mio., 2021: 143,745 Mio., 2020: 84,514 Mio., 2018: 217,861 Mio., 2016: 180.695 Mio., 2014: 128,103 Mio., 2010: 143,569 Mio., 2005: 52,505 Mio., 2000: 30,728 Mio.), davon 22,6 % textile Stoffe, 22,6 % Zellulosepaste und Papier, 17,5 % Maschinen und Geräte, 13,1 % Kunststoffe und Gummi, und 5 % Metallwaren.
Tunesien führte Waren in Höhe von 50,620 Mio. Euro nach Portugal aus (2022: 49,810 Mio., 2021: 41,653 Mio., 2020: 32,920 Mio., 2018: 33,926 Mio., 2016: 10,028 Mio., 2014: 12,645 Mio., 2010: 111,711 Mio., 2005: 24,229 Mio., 2000: 37,991 Mio.), darunter 43,3 % Maschinen und Geräte, 13,4 % Holz und Kork, 12,2 % Metallwaren, 7,7 % Kunststoffe und Gummi, und 7,5 % Minerale und Erze.
Die portugiesische Außenhandelskammer AICEP ist in Tunesien mit einem Kontaktbüro an der portugiesischen Botschaft in Tunis vertreten.

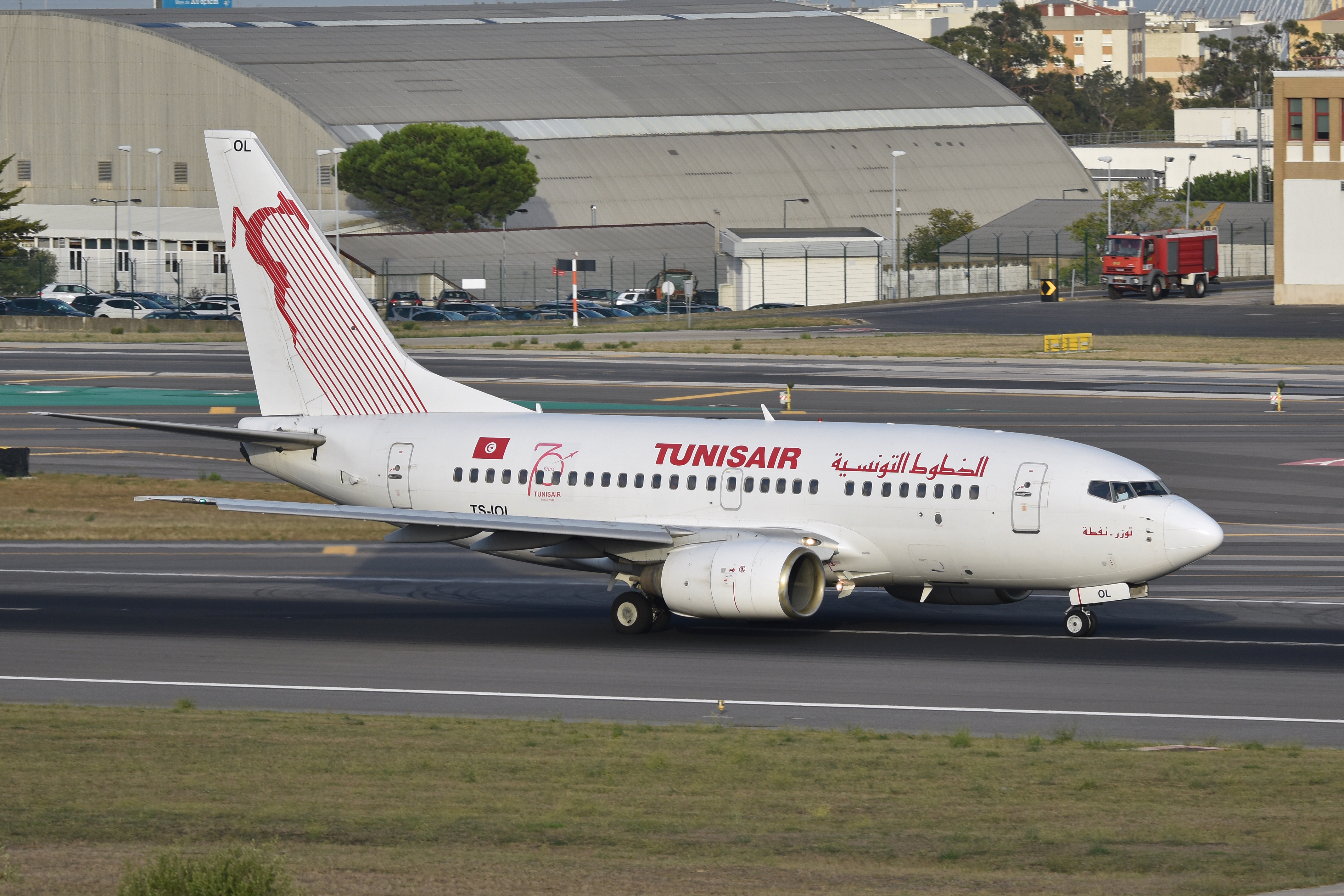
Start einer Boeing 737 der Tunisair am Flughafen Lissabon (2022): es besteht ein regelmäßiger Austausch in Kultur, Sport und Tourismus.

## Kultur
Das portugiesische Kulturinstitut Instituto Camões ist in Tunesien u. a. mit einem Sprachzentrum in Tunis und mit Lektoraten und Kooperationen an mehreren Hochschulen ebenfalls in Tunis vertreten.
Tunesische Musiker treten auch regelmäßig in Portugal auf. Insbesondere beim FMM Festival das Musicas do Mundo, dem Weltmusik-Festival in Sines, waren schon häufig Musizierende aus Tunesien vertreten.
Das FESTin 2019 machte in seinem wandernden Teil auch in Tunesien halt. Dies war das erste Mal, dass das FESTin, das Filmfestival des portugiesischsprachigen Films, in einem nicht-portugiesischsprachigen Land Station machte.

## Sport

### Fußball

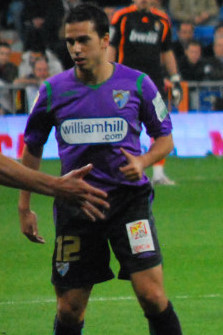
Tunesiens Nationalspieler Selim Benachour 2010 im Trikot von Malaga. Danach wechselte er zu Marítimo Funchal auf die portugiesische Insel Madeira.

Die Portugiesische und die Tunesische Fußballnationalmannschaft trafen bisher zweimal aufeinander, beide Male trennten sie sich unentschieden (Stand Oktober 2024). So endete das erste Zusammentreffen, ein Freundschaftsspiel am 12. Oktober 2012 in Lissabon, mit 1:1, und auch ihre zweite Begegnung, am 28. Mai in Braga, war ein Freundschaftsspiel, diesmal trennten sie sich 2:2.
Gelegentlich spielen tunesische Spieler auch für portugiesische Klubs, darunter Nationalspieler wie Elias Achouri, der seine Profi-Karriere 2019 bei Vitória Guimarães begann, Selim Benachour, der bei zwei portugiesischen Vereinen wirkte, Tijani Belaid oder auch Ziad Tlemçani.
Der Vater des portugiesischen Jugendnationalspielers Youssef Chermiti stammt aus Tunesien.

### Andere
Bei der Handball-Weltmeisterschaft der Männer 2003 in Portugal traten der Gastgeber und Tunesien in der Gruppe II der Hauptrunde gegeneinander an. Der direkte Vergleich endete 27:26 knapp zu Gunsten Portugals, am Ende schieden sie als Dritter und Vierter der Gruppe gleichermaßen aus. Bei der folgenden Handball-Weltmeisterschaft der Männer 2005 in Tunesien war Portugal nicht qualifiziert, der Gastgeber wurde WM-Vierter.
Beim Tennisturnier ATP Challenger Tunis erreichten João Domingues (2019) und Frederico Gil (2009) jeweils beide das Finale und schlossen jeweils als Zweite. Beim ATP Estoril in Portugal erreichte noch kein Tunesier das Finale (Stand 2024).